# Lijst van standbeelden van Leopold II van België

Nationaal Leopold II monument in Brussel

Dit is een lijst van standbeelden en monumenten van Leopold II van België (9 april 1835 – 17 december 1909), de tweede Koning der Belgen van 1865 tot 1909 en, door zijn eigen inspanningen, de eigenaar en absolute heerser over de Onafhankelijke Congostaat of Congo-Vrijstaat van 1885 tot 1908.

## Standbeelden in België
Er zijn diverse standbeelden gewijd aan Leopold II die verspreid over het land zijn opgericht. Volgens professor koloniale geschiedenis Idesbald Goddeeris van de KU Leuven (2018) dateren de meeste standbeelden uit het interbellum, het hoogtepunt van de koloniaal-patriottistische propaganda. De monumenten moesten helpen om de schandaalsfeer nadat internationale commotie was ontstaan over de wreedheden in Congo-Vrijstaat weg te werken en de bevolking warm te maken voor de koloniale onderneming in Belgisch-Congo.:13
Met name vanwege Leopold's controversiële beleid in Congo zijn er meermaals voorstellen gedaan om zijn standbeelden uit de publieke ruimte te verwijderen cq ze een andere plaats te geven. Tot 2020 zijn dergelijke voorstellen niet succesvol geweest. Tijdens de internationale protesten na de dood van George Floyd werden verschillende standbeelden van Leopold II gevandaliseerd terwijl diverse petities -ondertekend door tienduizenden mensen- eisten dat bepaalde of alle standbeelden werden verwijderd. Dit zorgde voor heel wat discussies tussen voor- en tegenstanders. 
Veel voorstanders vinden dat zowel het koningshuis als de Belgische regering excuses aan hebben te bieden aan de Congolese bevolking. Tegenstanders vinden dat het vandaliseren en verwijderen van standbeelden geen structurele oplossing is om huidig racisme tegen te gaan. Er wordt ook gepleit om bij standbeelden duidelijk te vermelden wat er in het verleden is gebeurd, wat nu vaak niet of heel beperkt het geval is. 
In juni 2020 besloot de stad Gent om het standbeeld van Leopold II aan het zuidpark over te brengen naar museum STAM, waar het nu tot de collectie behoort. Het Brussels Hoofdstedelijk Parlement besloot een werkgroep op te zetten om de publieke ruimte te dekoloniseren.
| Bustes, standbeelden, monumenten en plaquettes van Leopold II in België Brussels Hoofdstedelijk GewestVlaanderenWallonië | Bustes, standbeelden, monumenten en plaquettes van Leopold II in België Brussels Hoofdstedelijk GewestVlaanderenWallonië | Bustes, standbeelden, monumenten en plaquettes van Leopold II in België Brussels Hoofdstedelijk GewestVlaanderenWallonië | Bustes, standbeelden, monumenten en plaquettes van Leopold II in België Brussels Hoofdstedelijk GewestVlaanderenWallonië | Bustes, standbeelden, monumenten en plaquettes van Leopold II in België Brussels Hoofdstedelijk GewestVlaanderenWallonië |
| Foto | Beschrijving | Onthuld | Verwijderd | Historische noten |
| --- | --- | --- | --- | --- |
| Ruiterstandbeeld van Leopold II op het Troonplein, gevandaliseerd in november 2018                                       | Ruiterstandbeeld op het Troonplein in Brussel-stad                                                                       | 1926 | – | Het standbeeld was al verschillende keren gevandaliseerd, waaronder met rode verf door Théophile de Giraud in 2008, opnieuw met rode verf in 2018, met witte verf in november 2019 en opnieuw in juni 2020. De 14-jarige Noah lanceerde begin juni 2020 een petitie om het beeld te verwijderen dat binnen enkele dagen meer dan 45.000 keer werd ondertekend. Een meerderheid in het Brussels Parlement wil alle standbeelden van Leopold II in Brussel recontextualiseren of verwijderen, waaronder dit. |
| | Staand standbeeld in de Koningstuin in Elsene                                                                            | 1969 | – | Een meerderheid in het Brussels Parlement wil alle standbeelden van Leopold II in Brussel recontextualiseren of verwijderen, waaronder dit in Elsene. |
| | Monument aan de Voorstlaan in Oudergem                                                                                   | 1930 | 2020 | Dit monument op Vorstsquare aan de Vorstlaan bevatte een buste van Leopold II, omringd door andere steenkunstwerken en een tweetalige plaquette. De buste werd gevandaliseerd en van de sokkel geworpen en vervolgens door de gemeente verwijderd voor restauratie op 12 juni 2020. Burgemeester Didier Gosuin (DéFi) veroordeelde de actie en zei dat een 'recontextualisering van het koloniale erfgoed' op zich een goede zaak was, maar dat dat democratisch diende te gebeuren in overleg met anderen. Enkele dagen eerder had de gemeente al het plaquettebijschrift geschrapt waarin 'degenen die Congo beschaving hebben gebracht' werden bedankt. |
| | Ruiterstandbeeld in het Koninklijk Legermuseum                                                                           | | – | Dit ruiterstandbeeld werd gemaakt door Thomas Vinçotte (1850–1925). Het staat in Museum Kunst & Geschiedenis het in het Jubelpark in Brussel-stad. |
| | Ruiterstandbeeldje in het Koninklijk Legermuseum                                                                         | | – | Dit ruiterstandbeeldje wordt omringd door andere kleine soldatenbeelden op hetzelfde houten voetstuk in het Koninklijk Museum van het Leger en de Krijgsgeschiedenis in het Jubelpark in Brussel-stad. |
| | Monument voor de Belgische pioniers in Congo                                                                             | 1921 | – | Dit stenen monument werd ontworpen door Thomas Vinçotte en gemaakt in 1911–1921 om de Kongo-Vrijstaat te herinneren. Het vereert de Belgische 'pioniers' (soldaten) die 'beschaving' brachten naar Congo, vooral door de Belgo-Arabische Oorlog (1892–1894) die huidig Oost-Congo wilde veroveren en de Arabische slavenhandel aldaar beëindigen. Het monument verbeeldt niet Leopold II zelf, maar toont prominent een tweetalig citaat om het koloniale project te rechtvaardigen: "Ik heb het Congowerk ondernomen in het belang der beschaving en voor het welzijn van België. Léopold II 3 juin 1906". |
| | Buste in het Dudenpark in Vorst                                                                                          | 1957 | – | Dit bronzen borstbeeld op blauwe steen werd gehouwen door Thomas Vinçotte (1850–1925), waarschijnlijk in opdracht van koning Albert I, maar pas op 11 mei 1957 onthuld in het Dudenpark (Vorst (Brussel)). Het voetstuk bevat een tweetalig opschrift: "Leopold II Weldoener der Openbare Parken". Een meerderheid in het Brussels Parlement wil alle standbeelden van Leopold II in Brussel recontextualiseren of verwijderen, waaronder dit. |
| | Buste in de Koninklijke Serres van Laken                                                                                 | | – | Deze buste is gemaakt door Thomas Vinçotte (1850–1925). De Koninklijke Serres van Laken werden in opdracht van Leopold II uitgebreid en bekostigd met zijn winsten uit de Kongo-Vrijstaat en opgevuld met Congolese planten om zijn koloniale project te vieren. |
| | Ruiterstandbeeld in de Dank der Congolezen in Oostende                                                                   | 1931 | – | In 2004 zaagde de actiegroep De Stoete Ostendenoare symbolisch een bronzen hand af van een van de knielende Congolese slaven die, als onderdeel van de beeldengroep 'Dank der Congolezen' in het standbeeld eer aan Leopold II bewijzen. Dit was een verwijzing naar de manier waarop onder Leopolds koloniale bewind de handen van Congolese slaven werden afgehakt als zij te weinig rubber produceerden. De actiegroep wilde de hand teruggeven op voorwaarde van een historisch gecorrigeerd bijschrift. Het standbeeld werd in juni 2020 opnieuw gevandaliseerd. |
| | Buste op het Prinses Clementinaplein in Oostende                                                                         | 1987 | – | Deze buste werd in november 2008 met rode verf besmeurd door actiegroep De Stoete Ostenenoare en in 2017 was er een poging om de neus van Leopold II eraf te snijden. De stad heeft geweigerd om de buste te verwijderen maar wil gesprekken met inwoners voeren over of er een 'tegenbeeld' moet komen dat kolonialisme veroordeelt om zo 'balans' te creëren. Burgemeester Bart Tommelein (Open Vld) onderhandelt hierover met organisatie Belgian Youth Against Racism. |
| | Buste in het Koning Albertpark (Zuidpark) in Gent                                                                        | 1955 | 2020 | Op 24 september 1955 werd in het Zuidpark aan de Gustaaf Callierlaan een bronzen borstbeeld van Leopold II onthuld. Het beeld werd gemaakt door Geo Verbanck in opdracht van ir. Clement Morraye, voorzitter van de Internationale Jaarbeurs van Vlaanderen. In 1955 was het thema van de Internationale Jaarbeurs “De valorisatie van de arbeid in Afrika, internationale Afrikaanse studiedagen”. Naast het 125-jarig bestaan van België, is dit de aanleiding geweest tot het oprichten van het monument voor Leopold II in de nabijheid van de stervormige gedenksteen die sinds 1936 bestond. De buste had als opschrift “Aan de stad Gent, de Int Jaarbeurs der Vlaanderen, 10de Verjaring 1955”. Van de kritiek ten opzichte van de vorst, zoals nu gekend, was geen sprake. De inhuldiging ging gepaard met heel wat vertoon. Het borstbeeld werd gevandaliseerd in oktober en november 2018 en in juli 2019, terwijl activisten eisten dat het beeld en alle verwijzingen naar Leopold II in bijvoorbeeld straatnamen zouden worden verwijderd vanwege zijn bewind in Congo. Aanvankelijk plaatste de stad slechts een bordje bij het standbeeld: 'Het stadsbestuur betreurt de vele Congolese slachtoffers die zijn omgekomen ten tijde van de Vrijstaat.' De buste werd opnieuw met rode verf besmeurd op 12 juni 2020 en uiteindelijk besloot de stad Gent op 18 juni 2020 om het beeld te laten verwijderen op 30 juni, de 60e verjaardag van de Congolese onafhankelijkheid, hetgeen ook gebeurde. Na enkele toespraken werd het borstbeeld ceremonieel onder applaus verwijderd. Burgemeester Mathias De Clercq (Open Vld): 'Dit wist de geschiedenis niet uit noch de onderliggende problemen, daar is nog heel veel werk aan. Maar als stad is dit wel een belangrijke eerste stap om de verheerlijking te stoppen en voor veel stadsgenoten en landgenoten om sober verder te gaan.' Het beeld werd overgebracht naar het museum STAM, waar het nu tot de collectie behoort . |
| | Monument op het Dusartplein in Hasselt                                                                                   | 1984 | – | Het monumentopschrift zegt: 'Hulde aan ZM Koning Leopold II en aan AL zijn Limburgse medewerkers'. Het bevat een buste van Leopold II en de namen van soldaten uit Limburg die in de Congo-Vrijstaat zijn gestorven. Het monument werd in juni 2020 besmeurd, maar de rode verf werd gekuist. In 2018 had het stadsbestuur een infobord toegevoegd voor historische context. De huidige gemeenteraad overweegt nog de toekomst, terwijl burgemeester Steven Vandeput (N-VA) betoogde dat de huidige situatie educatiever was dan het geheel verwijderen van het monument. |
| | Reliëf in Stads-park Sint-Truiden                                                                                        | 1954 | – | Het gedenkteken dat reliëf van Leopold II bevat eert van vijf Sint-Truidse 'zonen, koloniale pioniers, gestorven voor de Kongo-Vrijstaat'. In juni 2020 bracht iemand rode tranen gemaakt van papier vast aan de reliëf. De stad verklaarde het gedenkteken niet te zullen verwijderen maar een infobord toe te voegen voor context en duiding. |
| | Staand standbeeld in Ekeren, gemeente Antwerpen                                                                          | 1873 | 2020 | Dit standbeeld werd gehouwen door Joseph Ducaju. Het beeld werd tijdens de protesten na de dood van George Floyd in juni 2020 meermaals besmeurd, vervolgens in brand gestoken en tot slot op 9 juni 2020 door de stad verwijderd. |
| | Buste in het Albertpark in Halle                                                                                         | 1953 | – | In 2009 werd er een infobord toegevoegd. Het borstbeeld werd eerst op 7 juni met graffiti bespoten en vervolgens van zijn sokkel geworpen in de nacht van 13–14 juni 2020 tijdens de protesten na de dood van George Floyd, maar de gemeente herstelde de buste en zette hem op 3 juli 2020 terug op zijn plaats met een extra infobord: 'Halle zwicht niet voor vandalisme'. Het legde verder uit dat de gemeenteraad op 23 juni had gestemd om nieuwe gesprekken te voeren over wat te doen met het beeld 'en andere symbolen die herinneren aan discriminerende praktijken uit ons koloniale verleden' met 'alle betrokken verenigingen en belanghebbenden in onze stad. Zolang die gesprekken niet zijn afgerond en er geen definitief standpunt ingenomen is, worden de vernielingen hersteld.' |
| | Standbeeld op het Stadhuis van Leuven                                                                                    | 1895 ~1913 | 2020 | Een van de vele decoratieve standbeelden op het Stadhuis van Leuven verbeeldde Leopold II, op de zuidwestelijke toren richting de Naamsestraat. De gemeenteraad beslot eind juni 2020 het beeld te verwijderen als onderdeel van een breder traject van dekolonisatie. |
| | Buste in de Universiteits-bibliotheek Leuven                                                                             | | 2020 | Op 10 juni 2020 werd een buste van Leopold II verwijderd uit de Universiteitsbibliotheek van de KU Leuven. Rector Luc Sels verklaarde: '[De buste] dient niet om geschiedkundige feiten te duiden of te illustreren. Ze wordt (op dit moment) niet vergezeld van enige duiding of informatie. Ze mag daarom verondersteld worden te doen wat bustes meestal doen: een historische persoonlijkheid eren. (...) Ik stel met velen vast dat Leopold II, alhoewel vanuit historisch oogpunt belangrijk voor ons land, niet het soort persoonlijkheid is dat we als KU Leuven-gemeenschap een dergelijke plaats willen toekennen.' |
| | Buste bij het AfricaMuseum in Tervuren                                                                                   | | | Buste bij het Koninklijk Museum voor Midden-Afrika (AfricaMuseum) gehouwen door Thomas Vinçotte (1850–1925). |
| | Buste in het AfricaMuseum in Tervuren                                                                                    | | | De Buste staat in een kast in het paviljoen 'Rijkdommen: Een paradox' van de vernieuwde permanente tentoonstelling, vlak naast de grote rotonde van het Koninklijk Museum voor Midden-Afrika (Sinds 2018 het AfricaMuseum). |
| | The Congo, I presume in het Park van Tervuren                                                                            | 1997 | – | De buste van Leopold II is onderdeel van het kunstwerk The Congo, I presume van Tom Frantzen. Eind juni 2020 werd het gevandalised als onderdeel van de George Floyd-protesten. Burgemeester Jan Spooren (N-VA) uitte verbazing omdat volgens hem het 'nochtans een antikoloniaal kunstwerk is'. De gemeenteraad zou begin juli 2020 een oplossing bedenken. |
| | Buste in Tombeek | ? | – | Buste bij de ingang van het voormalige, inmiddels vervallen restaurant 'Les 4 rois', Lanestraat 2 in het dorp Tombeek in de gemeente Overijse. |
| | Monument in Aarlen | 1951 | – | Dit monument bij de kruising van de Avenue de Luxembourg en de Avenue the Longwy bevat een staand standbeeld en een citaat van Leopold II: "Ik ondernam het werk in Congo in het belang van de beschaving en ten behoeve van België." In juni 2020 kwam er een petitie, ondertekend door meer dan 900 mensen, die opriep om het standbeeld en de tekst te verwijderen, wellicht te verplaatsen naar een museum, of anders een referendum te houden om het lot van het monument te bepalen. Burgemeester Vincent Magnus (cdH) zei dat er nog geen besluit was genomen: 'We hebben tijd nodig om na te denken, om te luisteren naar de burgers en naar de historici.' |
| | Staand standbeeld bij de Sint-Elisabethskerk in Bergen                                                                   | 1957 | – | Dit standbeeld staat bij de Sint-Elisabethskerk op de kruising van de Rue des Fossés en de Rue Boulengé de la Hainière in Bergen. Per 30 juni 2020 is het nog steeds niet gevandaliseerd en er zijn ook geen oproepen gedaan om het te verwijderen, hoewel een buste van Leopold II op 9 juni 2020 wel werd verwijderd bij de Universiteit van Bergen (UMons) 500 meter verderop. In 2019 werkte de stad samen met leden van de Congolese gemeenschap in België voor een gedenkteken voor alle Congolese onafhankelijkheidsstrijders; dit gedenkteken werd in het Stadhuis van Bergen geplaatst. |
| | Buste bij de Universiteit van Bergen (UMons)                                                                             | | 2020 | De buste stond oorspronkelijk in de aankomsthal van de Faculteit Warocqué voor Economie en Management van de Universiteit van Bergen (UMons) op het Warocquéplein, maar wegens controverse werd het begin jaren 2000 verplaatst naar een minder prominente plek bij de Academiezaal. Nadat Dusingize Marie-Fidèle, een studente van Afrikaanse afkomst, op 5 juni 2020 een petitie lanceerde om de buste te verwijderen, werd deze binnen enkele dagen duizenden keren ondertekend. Op 9 juni 2020 werd de buste door de universiteit verwijderd en opgeslagen. |
| | Staand standbeeld op het Wiertzplein in Namen                                                                            | 1928 | – | Dit standbeeld is al verschillende keren opzettelijk beschadigd, voor het laatst in 2017. Burgemeester Maxime Prévot (cdH): 'Het gemeentebestuur kiest ervoor om dit stuk erfgoed in stand te houden, hoe pijnlijk de geschiedenis ervan ook is. Dat betekent niet dat we het koloniale verleden goedkeuren, maar een beeldenstorm lijkt me niet het juiste antwoord op het probleem. We moeten discriminatie en racisme actief bestrijden.' |
| | Buste in Rixensart | ? | – | Deze buste staat op de Avenue des Érables in Genval in de gemeente Rixensart. Het gemeentebestuur van Rixensart wilde niet reageren op een verzoek om commentaar. |

## Standbeelden in Congo

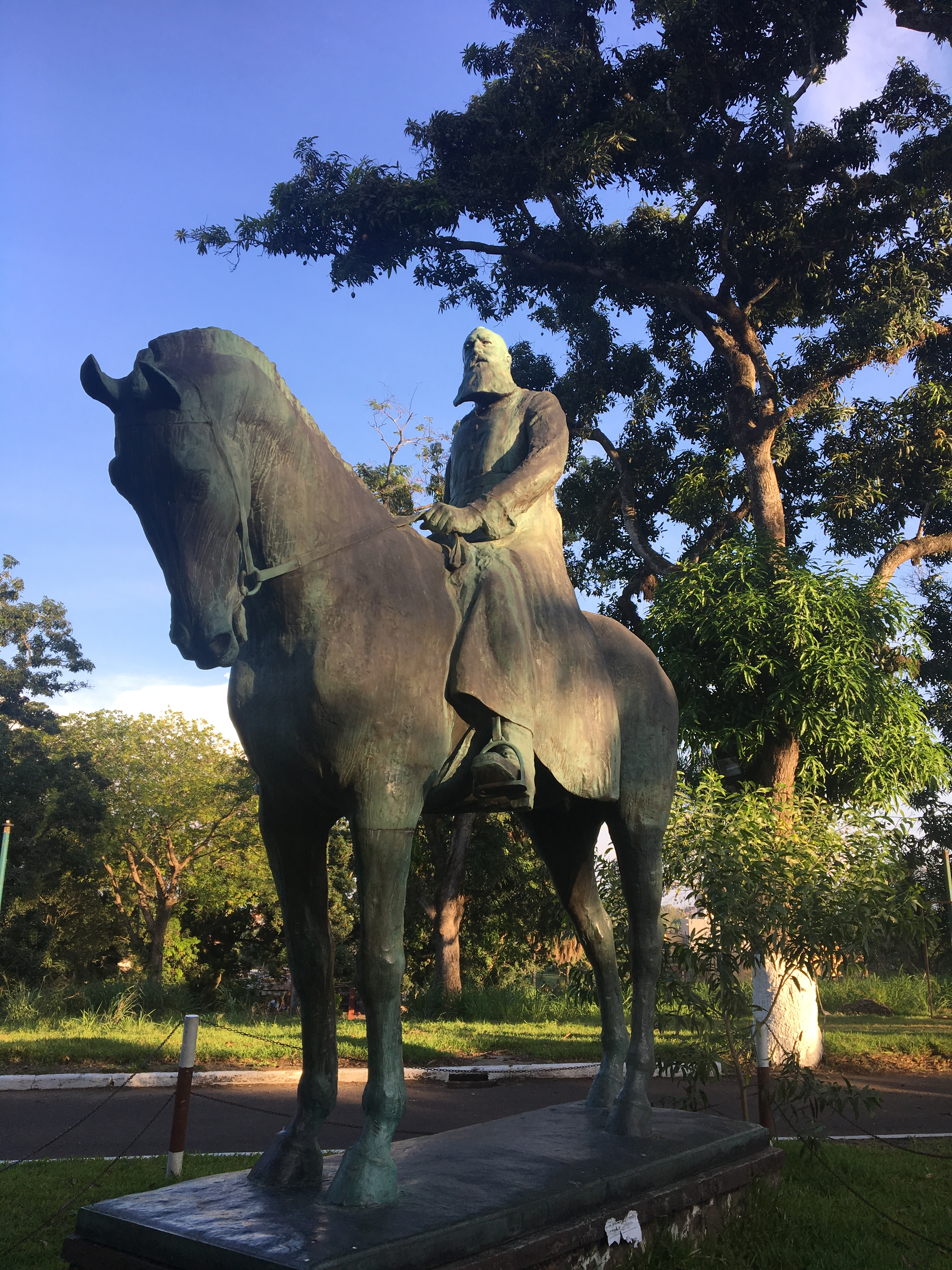
Standbeeld in Kinshasa (2018).

Leopold II blijft in de Democratische Republiek Congo een controversieel figuur. Zijn standbeeld in de hoofdstad Kinshasa (tot 1966 Leopoldstad/Léopoldville genoemd ter ere van hem) werd na onafhankelijkheid verwijderd. De Congolese Minister van Cultuur Christophe Muzungu besloot in 2005 om het standbeeld terug te plaatsen met het argument dat de koloniale geschiedenis niet mag worden vergeten 'opdat het nooit weer gebeurt'. Maar slechts enkele uren nadat het zes meter hoge standbeeld werd geplaatst in de buurt van het centraal station van Kinshasa werd het alweer officieel verwijderd.

## Sculpturen in Frankrijk
Er zijn twee beeldhouwwerken van Leopold II in Frankrijk, allebei in Saint-Jean-Cap-Ferrat, een vissersdorp aan de Middellandse Zee in het departement Alpes-Maritimes (regio Provence-Alpes-Côte d'Azur) in Zuidoost-Frankrijk. Leopold II had aanzienlijk wat vastgoed aangekocht in de Cap Ferrat sinds 1896.
De oudste sculptuur is een bronzen medaillon van Leopold II ingebed in een stenen pijler, opgericht in 1911. Het bevat de tekst 'A / LA MEMOIRE / DU ROI DES BELGES / LEOPOLD II / HOTE DU CAP FERRAT. QUELQUES AMIS / DE LA COTE D AZUR / 1911' ("Aan de herinnering van de Koning der Belgen, Leopold II, Gastheer van de Cap Ferrat. Enkele vrienden uit de Côte d'Azur, 1911.").
Het jongste beeldhouwwerk is een buste van brons, geplaatst op een stenen pijler, vervaardigd door Victor Demanet en opgericht op 7 februari 1951. De pijler bevat de tekst "AU ROI / LEOPOLD II / LES VETERANS / DE L'ETAT / INDEPENDANT / DU CONGO. DON / A LA FRANCE ("Aan Koning Leopold II. De veteranen van de Onafhankelijke Congostaat. Geschonken aan Frankrijk."). De Vereniging van Veteranen van de Onafhankelijke Congostaat, opgericht op 25 oktober 1928, schonk dit monument aan Frankrijk in 1951 om Leopold II te eren voor hun militaire dienst in de Congo-Vrijstaat.